# رينيه برودمان
رينيه برودمان هو لاعب كرة قدم ومدرب كرة قدم سويسري في مركز الدفاع، ولد في 25 أكتوبر 1933 في Ettingen ‏ في سويسرا، وتوفي في 2000. شارك مع منتخب سويسرا لكرة القدم. أما مع النوادي، فقد لعب مع نادي زيورخ ونادي سانت غالن ونادي غراسهوبر زيوريخ ونوردشتيرن بازل.

## وصلات خارجية
- رينيه برودمان على موقع الاتحاد الدولي (مؤرشف)  (الإنجليزية)
- رينيه برودمان على موقع قاعدة بيانات كرة القدم.إي يو (الإنجليزية)
- رينيه برودمان على موقع ناشيونال فوتبول تيمز (الإنجليزية)